# P. K. Subban
Pernell-Karl Sylvester „PK“ Subban (* 13. května 1989 Toronto) je kanadský bývalý hokejový obránce. Jeho poslední působiště v NHL bylo v New Jersey Devils. Draftován byl v roce 2007 Montrealem Canadiens ve druhém kole na celkovém 43. místě.
V roce 2013 vyhrál Norrisovu trofej pro nejlepšího obránce NHL, kterou sdílel s Krisem Letangem, nejlepším střelcem mezi obránci. V létě roku 2014 podepsal osmiletou smlouvu za 72 milionů amerických dolarů s Canadiens, probíhající v sezóně 2021–22. Po sezóně 2015–16 byl Subban vyměněn do Nashville Predators, kde strávil tři sezóny, než byl v roce 2019 vyměněn do New Jersey. V září 2022 oznámil ukončení své hokejové kariéry.

## Hráčská kariéra
Subban strávil juniorskou kariéru u Belleville Bulls v Ontario Hockey League (OHL). V roce 2005-2006 zaznamenal 12 bodů v nováčkovské sezóně s 52 zápasy. V letech 2006-2007 si v 68 zápasech polepšil na 56 bodů, poté jej v mezikontinentální sezóně u draftu NHL 2007 draftovali Canadiens. Poté během sezony 2007-2008 zaznamenal 46 bodů v pouhých 58 zápasech, poté přidal 23 bodů a v sezóně se vyrovnal jeho celkem 8 cílům. Pomohl Belleville Bulls na finále J. Ross Robertson Cup proti Kitchener Rangers, kde v sedmi hrách ztratili titul OHL. Čtyřletou juniorskou kariéru ukončil se 76 body v 56 zápasech v základní části 2008-2009, přičemž býci postoupili do play off ligy a prohráli v semifinále OHL.

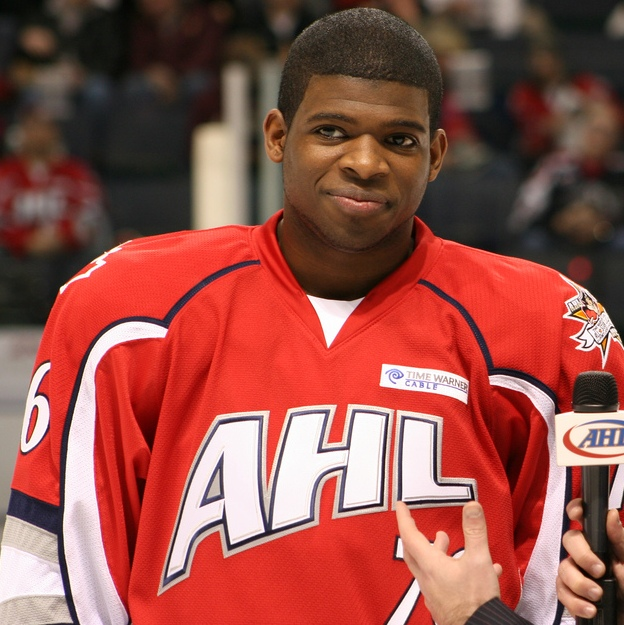
Subban na All-Star Game AHL 2010. Sezónu 2009–10 zahájil Hamilton Bulldogs z AHL.

V květnu 2009, dva týdny po svém posledním juniorském utkání, podepsal smlouvu na základní tříletou sezónu Canadiens. Sezónu 2009–10 zahájil v Hamilton Bulldogs, pobočce Montrealské americké hokejové ligy (AHL). Později v sezóně, poté byl vybrán hrát v roce 2010 AHL All-Stars-game v Portlandu. Krátce nato si 11. února 2010 vysloužil první povolání do Canadiens a následujícího dne si při svém debutu proti Philadelphia Flyers 12. února zaregistroval svůj první bod v NHL, asistenci.
Dne 26. dubna 2010 byl odvolán z Hamiltonu během prvního kola play-off série Canadiens o Stanley Cup proti Washingtonu Capitals. Svůj první bod v play-off NHL, asistenci, zaznamenal ve svém prvním zápase play off v kariéře 26. dubna  Jeho první gól přišel ve hře 1 série druhého kola Canadiens proti Pittsburgh Penguins 30. dubna 2010. Ve hře 3 proti Philadelphia Flyers ve finále Východní konference 2010 se Subban stal třetím nováčkovým obráncem v historii Canadiens, který zaznamenal tři asistence v jedné hře. Subban zaznamenal celkem 14 branek a osm bodů ve 14 zápasech play-off za Canadiens, kteří nakonec podlehli Philadelphii.
Poté, co Canadiens byli vyřazeni Flyers, byl vrácen k Bulldogs, kteří byli stále ve hře v play-off Calder Cup. Na konci sezóny AHL získal Cenu prezidenta AHL.
Dne 20. března 2011 se stal prvním nováčkovým obráncem Canadiens, který zaznamenal hattrick ve hře, která zvítězila nad Minnesota Wild v poměru 8: 1.

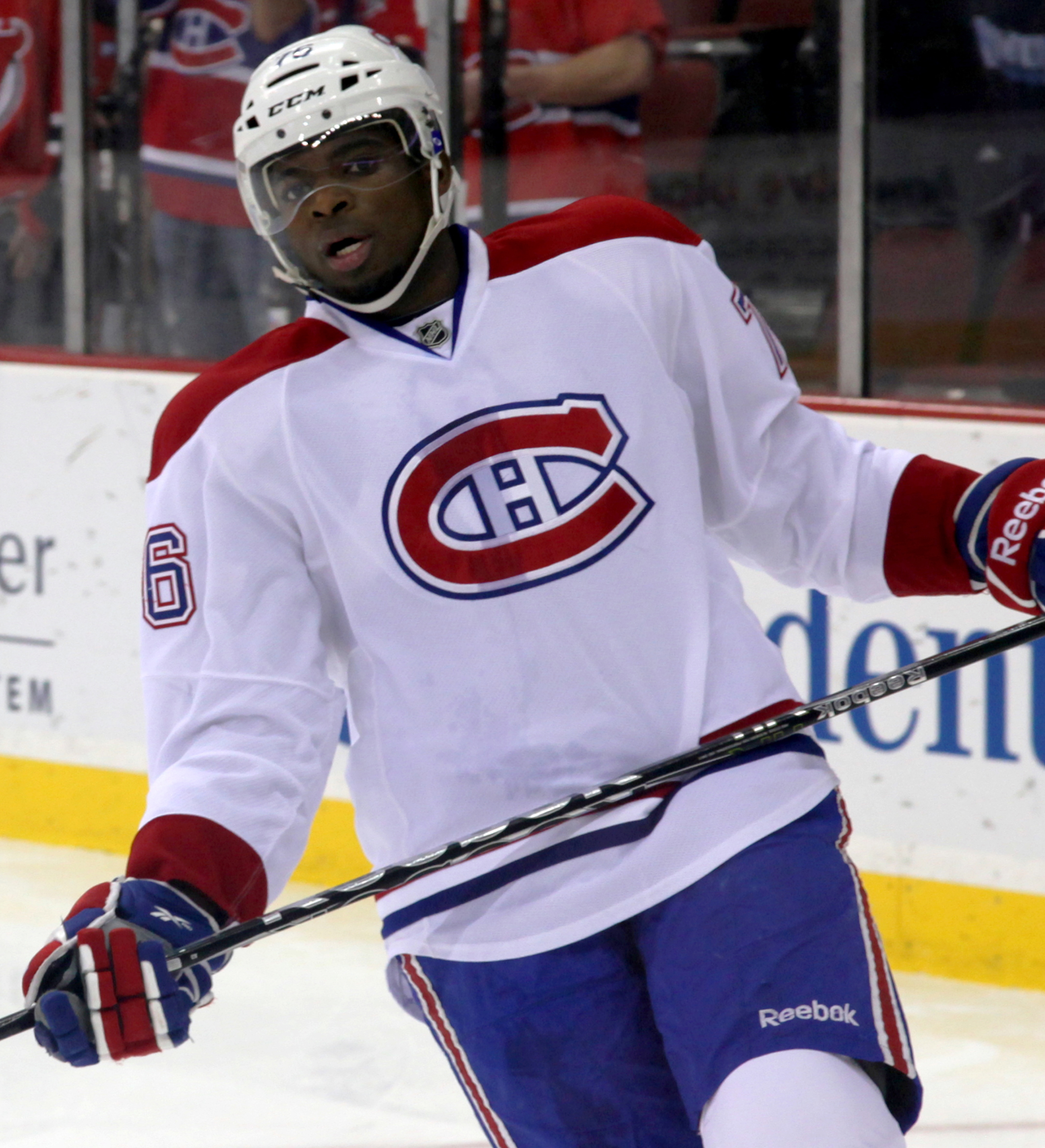
Subban s Montreal Canadiens během sezóny 2011–12.

V sezóně 2011–12 odehrál 81 zápasů, v nichž zaznamenal 7 gólů a 29 asistencí. Subban, který byl po sezóně omezeným volným hráčem, odložili první čtyři zápasy sezóny 2012–13, které byly kvůli výluce odloženy na leden 2013, zatímco obě strany vyjednaly smlouvu. 28. ledna 2013 však nakonec podepsal dvouletý, 5,75 $ milionová dohoda s Montrealem. Zaznamenal 11 gólů a 27 asistencí, navzdory hraní pouze 42 her kvůli výluce. Na konci sezóny mu byla udělena James Norris Memorial Trophy jako obránce roku NHL, který si ji vybojoval proti Kris Letang a Ryan Suter. Dne 3. července 2013 byl jmenován do prvního hvězdného týmu NHL.
Poté odehrál všech 82 zápasů v základní části sezóny 2013–14, ve které zaznamenal celkem 53 bodů, z toho deset gólů. Během play-off 2014 byl jedním z nejdůležitějších aktiv Montrealu, když zaznamenal 17 bodů v 17 hrách, protože Canadiens nakonec dosáhli finále Východní konference a vyřadil je až New York Rangers.
Na konci sezóny 2013–14 se stal volným hráčem, když vypršela jeho smlouva. Podle NHL (CBA) získal právo na kontrolora řízení o platu, když podepsal svou první standardní smlouvu s hráčem ve věku od 18 do 20 let a získal čtyři roky odborné praxe nebo více. Následně podal arbitráž před termínem 5. července  Slyšení se konalo 1. srpna 2014, kdy jeho zástupci požadovali jednoroční dohodu v hodnotě 8,5 $ miliony, zatímco Canadiens nabídli jednoroční obchod v hodnotě 5,5 $ milión.
.

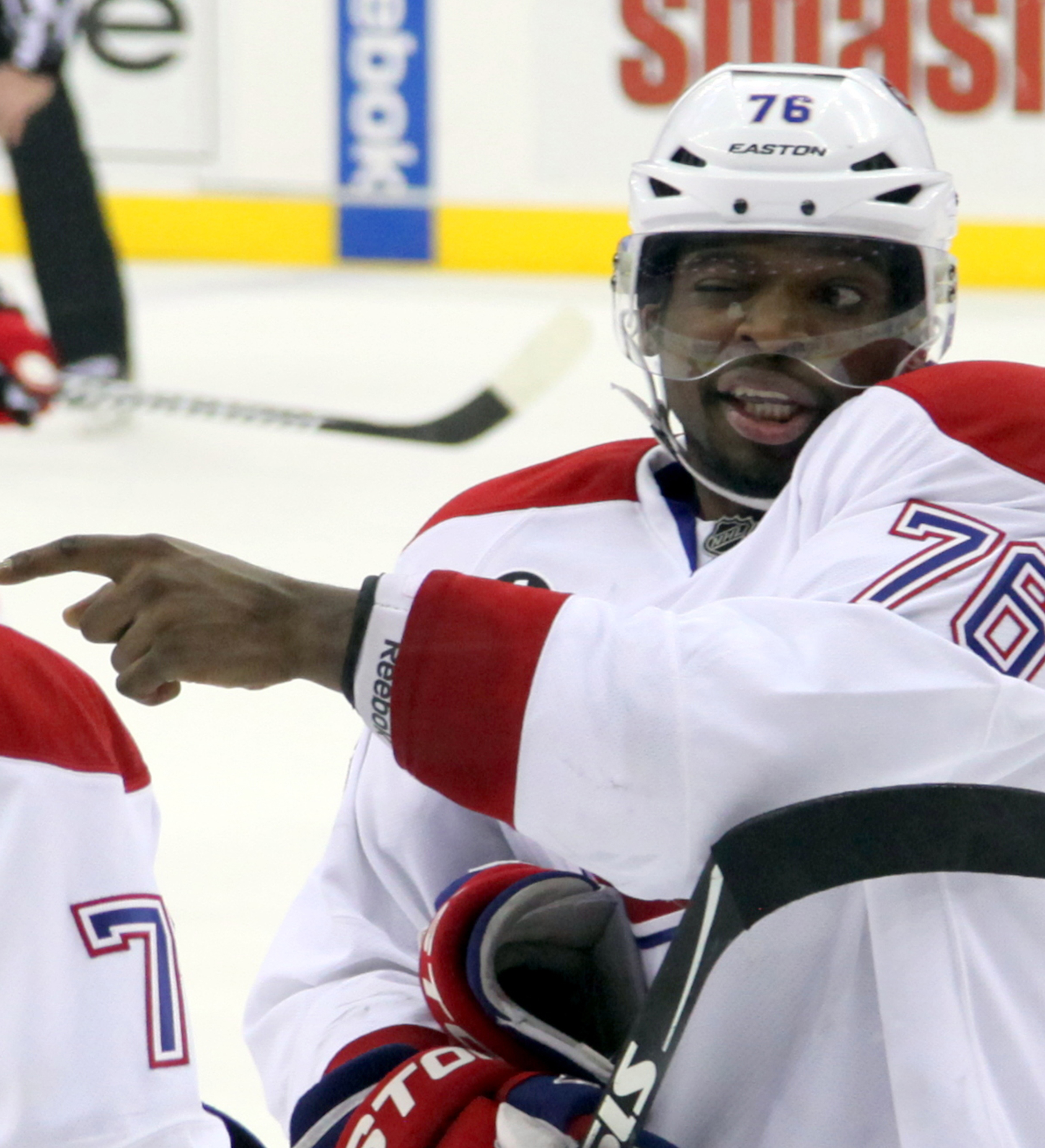
Subban s Canadiens během sezóny 2014–15. Subban podepsal prodloužení o osm let s Canadiens v létě před začátkem sezóny

Podle pravidel NHL CBA mohly strany pokračovat v jednání a dosažení dohody, dokud arbitr neoznámí své rozhodnutí vydané do 48 hodin po jednání. Vzhledem k tomu, že arbitráž byla zvolena hráčem, jakmile arbitr vydal své rozhodnutí, měl by tým 48 hodin na to, aby souhlasil s podmínkami nebo odešel od hráče, čímž by se stal nechráněným volným hráčem. Den po jednání, 2. srpna, bylo oznámeno, že Subban a Canadiens se dohodli na podmínkách osmiletého, 72 $ milionová smlouva probíhající v sezóně 2021–22. Tato smlouva z něj udělala nejlépe placeného obránce v NHL a třetího nejlépe placeného hráče ligy v té době. Zahrnovalo ustanovení o zákazu obchodování, které by vstoupilo v platnost 1. července 2016.
Dne 29. června 2016 byl vyměněn do Nashville Predators výměnou za obránce Shea Webera. Ve své první sezóně v klubu zaznamenal Subban v 66 hrách 10 gólů a 40 bodů. Predátoři se kvalifikovali do play-off Stanley Cupu 2017 na posledním místě divoké karty v Západní konferenci. Tým postoupil do finále Stanley Cupu 2017 proti Pittsburgh Penguins, ale byl poražen v šesti hrách. Play-off dokončil s 12 body ve 22 hrách.

#### New Jersey Devils
22. června 2019, druhý den vstupního draftu NHL 2019, byl vyměněn do New Jersey Devils výměnou za Stevena Santiniho, vyměnou Jeremyho Daviese a dva drafty druhého kola. Subban 16. listopadu 2019 poprvé čelil jednomu ze svých bývalých klubů, Montrealu Canadiens, vítězství 4–3 Devils. Dne 7. prosince čelil dalšímu ze svých bývalých klubů, Nashville Predators, vítězství 6–4 Predators.
Jeho debutová sezóna v New Jersey byla statisticky nejhorší sezónou jeho kariéry, když zaznamenal pouze 18 bodů v 68 zápasech a nejhorší kariéru plus-minus –21.

## Mezinárodní hra
Subban byl vybrán, aby hrál za Kanadu na mistrovství světa juniorů v ledním hokeji 2008 v České republice v Pardubicích a Liberci. Dokázal týmu pomoci zachytit jejich čtvrtou po sobě jdoucí zlatou medaili na turnaji, když ve finále porazil Švédsko v prodloužení. Znovu reprezentoval Kanadu na mistrovství světa juniorů 2009 v Ottawě. V turnaji vstřelil tři góly a devět bodů, což Kanadě pomohlo k páté zlaté medaili v řadě, protože ve finále opět porazily Švédsko. Jmenován byl do All-Star týmu turnaje, spolu s Cody Hodgsonem a turnajovým MVP Johnem Tavaresem.
Nominován byl na mistrovství světa IIHF 2012, ale před turnajem se zranil. V příští sezóně byl pozdním přírůstkem do kanadského týmu na ročníku turnaje v roce 2013; připojil se k nim ve vyřazovacím části jedné hry, kterou Kanada prohrála. 7. ledna 2014 byl jmenován do kanadského zimního olympijského týmu 2014 za účast na hrách v Soči. Získali zlato a ve finále turnaje zvítězili 3: 0 nad Švédskem.

## Osobní život
Subbanovi rodiče emigrovali do Ontaria z Karibiku v 70. letech. Jeho otec Karl Subban, který byl ředitelem školy, se přestěhoval z Jamajky do Sudbury. Matka Maria pocházela z Montserratu a přesídlila do ontarijského Hamiltonu. Subban se narodil v Torontu a vyrůstal v městské čtvrti Rexdale. Má čtyři sourozence: Nastassia, Natasha, Jordan a Malcolm. Malcolm je brankář, kterého si vybral Boston Bruins v prvním kole draftu 2012 a v současné době hraje za Chicago Blackhawks. Během zahajovací sezóny Vegas Golden Knights (2017-2018) se Malcolm a PK poprvé setkali v základní části NHL poprvé v zápase 8. prosince 2017 na domácím ledě staršího Subbana (Nashville's Bridgestone Arena). Výhru si vysloužil Malcolm, který startoval v síti pro zraněného Marca-Andre Fleuryho. Jordan byl draftován Vancouverem Canucks ve čtvrtém kole draftu 2013.
PK, Malcolm a Jordan hráli během své juniorské kariéry za Belleville Bulls. Subban vyrůstal a byl dobrými přáteli s hráčem Toronta Maple Leafs Johnem Tavaresem. On také hrál a vyhrál Triple-A nováček titul s Tampa Bay Lightning kapitán a hvězda Steven Stamkos.
Ačkoli byl vychován v Torontu, nevyrostl jako fanoušek rodného Toronta Maple Leafs. V montrealské talkshow Tout le monde en parle prozradil, že už od dětství vždy chtěl hrát za Montreal. Řekl také, že legenda Canadiens Jean Béliveau byla jedním z jeho největších idolů vyrůstajících jako hokejista.
Během cen NHL 2018 se stal předlohou postavy ve videohře NHL 19.
V červnu 2018 zahájil vztah s americkou lyžařkou Lindsey Vonnovou. V srpnu 2019 se zasnoubili a na Štědrý den 2019 Vonnová požádala přítele o ruku. Pár však 29. prosince 2020 oznámil na Instagramu rozchod.
Subban se s Vonnovou 21. října 2020 stali vlastníky Angel City FC, týmu z Los Angeles, s plánem vstupu do národní ženské fotbalové ligy v roce 2022.

## Klubové statistiky
| Sezona      | Klub                | Soutěž      | Základní část | Základní část | Základní část | Základní část | Základní část | Play off | Play off | Play off | Play off | Play off |
| Sezona      | Klub                | Soutěž      | Z             | G             | A             | B             | TM            | Z        | G        | A        | B        | TM       |
| ----------- | ------------------- | ----------- | ------------- | ------------- | ------------- | ------------- | ------------- | -------- | -------- | -------- | -------- | -------- |
| 2005–06     | Belleville Bulls    | OHL         | 52            | 5             | 7             | 12            | 70            | 3        | 0        | 0        | 0        | 2        |
| 2006–07     | Belleville Bulls    | OHL         | 68            | 15            | 41            | 56            | 89            | 15       | 5        | 8        | 13       | 26       |
| 2007–08     | Belleville Bulls    | OHL         | 58            | 8             | 38            | 46            | 100           | 21       | 8        | 15       | 23       | 28       |
| 2008–09     | Belleville Bulls    | OHL         | 56            | 14            | 62            | 76            | 94            | 17       | 3        | 12       | 15       | 22       |
| 2009–10     | Hamilton Bulldogs   | AHL         | 77            | 18            | 35            | 53            | 82            | 7        | 3        | 7        | 10       | 6        |
| 2009–10     | Montreal Canadiens  | NHL         | 2             | 0             | 2             | 2             | 2             | 14       | 1        | 7        | 8        | 6        |
| 2010–11     | Montreal Canadiens  | NHL         | 77            | 14            | 24            | 38            | 124           | 7        | 2        | 2        | 4        | 2        |
| 2011–12     | Montreal Canadiens  | NHL         | 81            | 7             | 29            | 36            | 119           | —        | —        | —        | —        | —        |
| 2012–13     | Montreal Canadiens  | NHL         | 42            | 11            | 27            | 38            | 57            | 5        | 2        | 2        | 4        | 31       |
| 2013–14     | Montreal Canadiens  | NHL         | 82            | 10            | 43            | 53            | 81            | 17       | 5        | 9        | 14       | 24       |
| 2014–15     | Montreal Canadiens  | NHL         | 82            | 15            | 45            | 60            | 74            | 12       | 1        | 7        | 8        | 31       |
| 2015–16     | Montreal Canadiens  | NHL         | 68            | 6             | 45            | 51            | 75            | —        | —        | —        | —        | —        |
| 2016–17     | Nashville Predators | NHL         | 66            | 10            | 30            | 40            | 44            | 22       | 2        | 10       | 12       | 29       |
| 2017–18     | Nashville Predators | NHL         | 82            | 16            | 43            | 59            | 82            | 13       | 4        | 5        | 9        | 10       |
| 2018–19     | Nashville Predators | NHL         | 63            | 9             | 22            | 31            | 60            | 6        | 1        | 2        | 3        | 0        |
| 2019–20     | New Jersey Devils   | NHL         | 68            | 7             | 11            | 18            | 79            | —        | —        | —        | —        | —        |
| 2020–21     | New Jersey Devils   | NHL         | 44            | 5             | 14            | 19            | 26            | —        | —        | —        | —        | —        |
| 2021–22     | New Jersey Devils   | NHL         | 77            | 5             | 17            | 22            | 82            | —        | —        | —        | —        | —        |
| NHL celkově | NHL celkově         | NHL celkově | 834           | 115           | 352           | 467           | 905           | 96       | 18       | 44       | 62       | 133      |

### Mezinárodní
| Rok            | tým            | událost        | Výsledek       |    | GP | G | A  | Bodů | PIM |
| -------------- | -------------- | -------------- | -------------- | -- | -- | - | -- | ---- | --- |
| 2006           | Kanada Ontario | WHC17          | 5              | 5  | 0  | 1 | 1  | 0    |     |
| 2008           | Kanada         | WJC            |                | 7  | 0  | 0 | 0  | 2    |     |
| 2009           | Kanada         | WJC            |                | 6  | 3  | 6 | 9  | 6    |     |
| 2013           | Kanada         | toaleta        | 5              | 1  | 0  | 0 | 0  | 0    |     |
| 2014           | Kanada         | Oly            |                | 1  | 0  | 0 | 0  | 0    |     |
| Součty juniorů | Součty juniorů | Součty juniorů | Součty juniorů | 18 | 3  | 7 | 10 | 8    |     |
| Součty seniorů | Součty seniorů | Součty seniorů | Součty seniorů | 2  | 0  | 0 | 0  | 0    |     |